# Les llàgrimes de sant Pere (El Greco, obres originals)
Les llàgrimes de sant Pere és una temàtica de la qual, segons Harold Wethey, han arribat fins a l'actualitat disset obres amb una major o menor intervenció d'El Greco. Segons aquest exigent crític i historiador de l'art, només cinc obres són originals del mestre cretenc. Aquests cinc llenços consten en el catàleg raonant d'obres d'El Greco, realitzat per Harold E. Wethey, amb els números 269, 270, 271, 272 i 273.

## Introducció
Aquesta temàtica ja havia estat tractada anteriorment, en diverses èpoques i llocs, en pintures al fresc, tríptics i retaules, però sembla que va ser El Greco qui va representar-lo per primera vegada en format de pintura a l'oli sobre un llenç independent. Segons Émile Mâle, el sobtat èxit d'aquest tema va ser a causa de la defensa del Sagrament de la penitència per part de l'Església de la Contrareforma. En aquells moments, Sant Pere era vist pels protestants com un traïdor, mentre la Contrareforma s'esforçava per demostrar que s'havia redimit mitjançant la penitència i, que a més va esdevenir el primer Papa, després del seu penediment i de la seva activitat evangelitzadora.

## Tema de l'obra
El tema concret de Les llàgrimes de Sant Pere està narrat a l'Evangeli segons Lluc (Lc 22:55-62), a l'Evangeli segons Mateu (Mt 26;69-75) i a l'Evangeli segons Marc (Mc 14:72).
El Greco representa Sant Pere de mig cos, amb túnica blava i mantell groc, davant l'entrada d'una cova, en la qual hi ha un tronc i unes fulles d'heura a la paret. A les mans, entrellaçades sobre el pit, porta les claus i els seus ulls amarats de llàgrimes esguarden el Cel, reconeixent la pròpia culpa i demanant el perdó. Els seus braços, forts i nerviüts, són veritablement els d'un pescador. Al fons a l'esquerra, hom pot veure l'àngel que guarda el Sant Sepulcre, ja buit després de la Resurrecció de Jesús, i a Maria Magdalena, qui es dirigeix vers sant Pere. És possible que la representació de l'àngel com un jovencell formós, vestit amb una capa molt brillant, semblant a un llampec, sigui provinent d'algun dels Evangelis apòcrifs.

### Versió del Museu d'Art de San Diego
Pintura a l'oli sobre llenç; 125,1 x 107,6 cm.; San Diego Museum of Art; San Diego, Califòrnia, Estats Units d'Amèrica.
Catàleg de Wethey: número 270.
Signat amb petites lletres minúscules gregues, a la branca inferior esquerra: δομήνικος Θεοτοκóπουλος εποíει (doménikos theotokópoulos e`poíei)
És un llenç magnífic, que segurament va ésser realitzat després de Les llàgrimes de sant Pere (El Greco, Bowes Museum) i abans de la versió de la Phillips Gallery.
Les veladures dels braços i del coll van desaparèixer a causa d'una neteja abusiva, de manera que va quedar al descobert part de l'emprimació, la qual cosa dona al llenç un cert aire inacabat. A més, el restaurador no va entendre bé la signatura, i es va equivocar en enllaçar les lletres de la síl·laba "πουλος". i la paraula εποíει només és Intel·ligible a partir de les dues primeres lletres.

#### Procedència
- José María de Zavala, Vitoria (1908)
- Don Pedro y Don Antonio Verástegui, Vitoria (1929)
- Jacob Hirsch, New York (1939)

### Versió de la Col·lecció Phillips
Pintura a l'oli sobre llenç; 94 x 75 cm.; The Phillips Collection; Washington DC, Estats Units d'Amèrica.
Catàleg de Wethey: número 271.
Algunes lletres soltes, s'han interpretat com a les restes d'una signatura.
Tant les dimensions com l'aparença d'aquest llenç són molt similars a les de la variant de Sitges (atribuïda al taller).

#### Procedència
- Guillermo de Guillén García, Barcelona.
- Museu d'Art de Catalunya, Barcelona (en dipòsit, 1906)
- Ignacio Zuloaga, Zumaia.
- Ivan Stchoukine, París (1908)
- Col·lecció Heilbuth, Copenhague (1920)

### Versió del Museu Nacional d'Art, Arquitectura i Disseny, d'Oslo
Pintura a l'oli sobre llenç; 102 x 79,5 cm.; National Museum of Art, Architecture and Design, Palau Reial d'Oslo, Oslo, Noruega.
Catàleg de Wethey: número 272.
Signat amb lletres cursives gregues, a la roca sota la Magdalena: δομήνικος Θεοτοκóπουλος εποíει (doménikos theotokópoulos e`poíei)
Sembla una obra inacabada, tot i l'intens colorit del mantell groc sobre la túnica de color blau ultramarí. En les vores del quadre s'aprecien les reparacions dels forats d'un anterior bastidor.

#### Procedència
- Cabot i Rovira, Barcelona (segons August L. Mayer)
- Marquès de Villatoya, Madrid.
- Julius Böhler, Münich.
- Donació de Christian Langaard al Museu, any 1923-24.

### Versió del Museu Fundación Lerma
Pintura a l'oli sobre llenç; 102 x 84 cm.; Hospital de Tavera, Toledo
Catàleg de Wethey: número 273.
Signat amb lletres cursives gregues, a la roca de l'esquerra: δομήνικος Θεοτοκóπουλος εποíει (doménikos theotokópoulos e`poíei)
Tant la menuda signatura com l'allargada figura, denoten una data tardana de realització. Aquesta pintura havia estat anteriorment considerada com una obra de taller, perquè la seva situació sobre el gran El Baptisme de Crist (Hospital de Tavera) no en permetia una inspecció acurada. L'inventari de l'Hospital de l'any 1672 conté la primera referència a aquest llenç.

### Versió del Bowes Museum
Catàleg de Wethey: número 269.
A l'enllaç Les llàgrimes de sant Pere (El Greco, Bowes Museum), hom hi trobarà complida información sobre aquest llenç.